# Naftowyk-Ukrnafta Ochtyrka
Naftowyk-Ukrnafta Ochtyrka (ukr. Футбольний клуб «Нафтовик-Укрнафта» Охтирка, Futbolnyj Kłub „Naftowyk-Ukrnafta” Ochtyrka) – ukraiński klub piłkarski z siedzibą w Ochtyrce w obwodzie sumskim. Założony w roku 1980.

## Historia
Chronologia nazw:
- 1980–2004: Naftowyk Ochtyrka (ukr. «Нафтовик» Охтирка)
- od 2004: Naftowyk-Ukrnafta Ochtyrka (ukr. «Нафтовик-Укрнафта» Охтирка)

Piłkarski zespół Naftowyk w Ochtyrce był założony w końcu lutego 1980 roku za inicjatywą administracji Zarządu Wydobycia Nafty i Gazu. W sezonie 2006/2007 klub awansował z pierwszego miejsca w Pierwszej Lidze do Wyższej Ligi. Po roku z niej spadł. Potem występował w rozgrywkach ukraińskiej Perszej Lihi. W sezonie 2017/18 zajął spadkowe 15.miejsce, jednak 12 lipca 2018 zrezygnował z występów w Drugiej Lidze.

## Sukcesy
- awans do Wyższej Ligi:

2007

## Trenerzy
- 1980–1984:  Wałerij Duszkow
- 03.1985–12.1985:  Anatolij Konoplow
- 1986:  Jewhen Kaminski
- 1987–1989:  Andrij Biba
- 1990–06.1992: / Wałerij Duszkow
- 07.1992–07.1993:  Hennadij Makarow
- 08.1993–11.1995:  Andrij Biba
- 03.1996–04.1997:  Ołeksandr Dowbij
- 04.1997–08.1999:  Wasyl Jermak
- 08.1999–06.2000:  Wiktor Pożeczewski
- 08.2000–04.2002:  Wasyl Jermak
- 04.2002–08.2007:  Serhij Szewczenko
- 08.2007:  Wiktor Iszczenko (p.o.)
- 25.08.2007–16.05.2008:  Wałerij Horodow
- 17.11.2008–17.05.2009:  Radik Jamlichanow
- 29.05.2009–05.08.2009:  Wadym Kołesnyk (p.o.)
- 05.08.2009–06.2010:  Serhij Szewczenko
- 27.06.2010–05.11.2011:  Serhij Mizin
- 06.11.2011–30.11.2011:  Wadym Kołesnyk (p.o.)
- 30.11.2011–27.11.2013:  Jewgienij Jarowienko
- 09.12.2013–04.06.2015:  Wadym Kołesnyk
- 18.06.2015–...:  Wołodymyr Knysz